# Sophie Cookson
Sophie Louise Cookson (15 de Maio de 1990) é uma atriz Inglesa mais conhecida por interpretar a Agente secreta Roxanne "Roxy" Morton / Lancelot Filme de espionagem de 2014 Kingsman: The Secret Service e na sua sequência de 2017 The Golden Circle.

## Vida pessoal e educação
Sophie cresceu em Sussex, e estava envolvida no canto e num teatro musical desde a infância. Depois de fazer parte da companhia de teatro para que tivesse uma excursão no Japão, ela tinha decidido sair atuação para estudar a história da arte  e a Língua árabe. No entanto, ela logo largou para seguir sua carreira de atriz e frequentou a Escola de Oxford para Drama por três anos, e graduou-se em 2013.

## Carreira
Enquanto ainda frequentava Escola de Oxford para Drama no seu ano sênior, ela interpretou Grace Mohune na minissérie da Sky 1 Moonfleet, baseado no romance de J. Meade Falkner que usa o mesmo nome. Em 2014, ela participou num filme baseado no romance de  Rosamunde Pilcher Unknown Heart produzida pela ZDF interpretando Millie Lancaster. No mesmo ano, ela também conseguiu seu primeiro papel no grande ecrã , vencendo Emma Watson para o papel da agente secreta Roxanne "Roxy" Morton / Lancelot in the Filme de espionagem Kingsman: The Secret Service, baseado livro The Secret Service por Mark Millar e Dave Gibbons. Em 2016 ela apareceu em The Huntsman: Winter's War num pequeno papel da mulher do caçador Pippa. No princípio do ano de 2017 em junho, ela  participou no elenco da série da Netflix Gypsy como Sidney Pierce uma cantora problemática. A, série foi cancelada em agosto do mesmo ano após uma única temporada por avaliações negativas e pouca audiência Em Julho de 2017, ela participou no elenco do filme de terror The Crucification, como uma jornalista, e em Setembro do mesmo ano, ela reprisou seu papel como Roxy Morton na sequência do The Secret Service, The Golden Circle. 

## Filmografia

### Filme
| Ano       | Título                             | Papel                            | Notas                                                |
| --------- | ---------------------------------- | -------------------------------- | ---------------------------------------------------- |
| 2014      | Unknown Heart                      | Millie Lancaster                 | Telefilme                                            |
| 2014      | Kingsman: The Secret Service       | Roxanne "Roxy" Morton / Lancelot | Nomeada - Prêmio Empire de melhor revelação feminina |
| 2016      | The Huntsman: Winter's War         | Pippa                            |                                                      |
| 2017      | The Crucifixion                    | Nicole Rawlins                   |                                                      |
| 2017      | Kingsman: The Golden Circle        | Roxanne "Roxy" Morton / Lancelot |                                                      |
| 2018      | Emperor                            | Johanna 'Of Ghent'               | Pós-produção                                         |
| 2018      | Ashes in the Snow                  | Ona                              | Pós-produção                                         |
| 2019      | Greed                              | Lily McCreadie                   |                                                      |
| 2019-2020 | The Trial of Christine Keeler      | Christine Keeler                 |                                                      |
| 2021      | Infinite                           | Nora Brightman                   |                                                      |
| 2022      | The Confessions of Frannie Langton | Madame Marguerite Benham         |                                                      |
| 2023      | Stockholm Bloodbath                | Annie Eriksson                   |                                                      |
| 2024      | This Time Next Year                | Minnie Cooper                    |                                                      |

### Televisão
| Ano  | Título    | Papel         | Notas       |
| ---- | --------- | ------------- | ----------- |
| 2013 | Moonfleet | Grace Mohune  | Minisérie   |
| 2017 | Gypsy     | Sidney Pierce | Série de TV |

## Ligações Externas
- Sophie Cookson. no IMDb.